# Nic salt
Nic Salt é o estado natural da nicotina encontrado na folha do tabaco. Ele entra no corpo de maneira diferente da nicotina padrão da indústria. O nic salt é capaz de fornecer aos vapers uma taxa de absorção de sangue de nicotina mais alta, semelhante à nicotina dos cigarros tradicionais.
Na medida que o nível de nicotina sobe, o mesmo ocorre com a sensação subjetiva de garganta. Com o Nic salt, essa sensação é reduzida, o que significa que agora você pode vaporizar em concentrações mais altas sem sentir que sua garganta está pegando fogo.
Nos últimos dois anos, os dispositivos aumentaram de tamanho. Os profissionais que desejavam um desempenho superior antes da chegada dos pod system havia a necessidade de adquirir vapes maiores e mais volumosos. Não é mais necessário fazer isso – o nic salt funciona muito bem em dispositivos menores ou em pequenas canetas vape.

## Efeitos negativos
A persistente histeria dominante em torno do vape afetou-nos ainda mais, por isso é natural que todos pensemos que o nic salt é não é seguro neste momento. A verdade é que eles são tão prejudicias à saude quanto os juices freebase de nicotina, portanto, do ponto de vista de saúde e bem-estar, há motivo para preocupação com o nic salt por serem altamente viciantes e causarem prejuízos ao organismo.
Como sempre, a mídia pode usar para aproveitar e falar mal do vaping. Com o recente anúncio do FDA sobre a redução do teor de nicotina nos cigarros normais, eles são capazes de qualquer coisa para parar o uso de nicotina.
Evitando que o vaping seja possivelmente prejudicial, o FDA agora está focado nos efeitos do vício em nicotina e no que pode ser feito sobre isso. Além do ácido benzóico, não há nada que se preocupar nos sais de nicotina.